# José Mário Vaz
José Mário Vaz, conhecido como Jomav, (Cacheu, 10 de dezembro de 1957) é um economista e político guineense, foi presidente da Guiné-Bissau de 2014 até 2020. Foi ministro das Finanças, e membro do Partido Africano da Independência da Guiné e Cabo Verde.
Economista formado em Portugal, José Mário Vaz apresenta-se como homem que imprime rigor na administração pública e como um acérrimo defensor do trabalho, tendo já sido presidente da Câmara Municipal de Bissau e ministro das Finanças do governo deposto pelo golpe de Estado, de 2012. José Mário Vaz, militante do Partido Africano da Independência da Guiné e Cabo Verde (PAIGC) desde 1989, é conhecido como "o homem do 25" por ter conseguido pagar pontualmente os ordenados da função pública (no dia 25 de cada mês) quando era ministro das Finanças. 
José Mário Vaz foi eleito à segunda volta a 18 de maio de 2014, depois de o PAIGC, que o apoiou, já ter conquistado maioria absoluta nas eleições legislativas, as primeiras eleições realizadas na Guiné-Bissau desde o golpe de Estado de 12 de abril de 2012. As eleições permitem normalizar relações diplomáticas e de cooperação com a generalidade da comunidade internacional - que não reconheceu as autoridades de transição nomeadas depois do golpe militar em 2012.
Em 27 de junho de 2019, 4 dias depois do término de seu mandato, seria substituído pelo presidente da Assembleia Nacional Popular da Guiné-Bissau, Cipriano Cassamá, que até as eleições de novembro seguiria como presidente interino, mas recusou a ceder.
Foi o primeiro presidente na história da independência da Guiné Bissau a concluir um mandato de 5 anos.